# 2139 Makharadze
2139 Makharadze è un asteroide della fascia principale. Scoperto nel 1970, presenta un'orbita caratterizzata da un semiasse maggiore pari a 2,4611026 UA e da un'eccentricità di 0,1879824, inclinata di 2,18503° rispetto all'eclittica.